# Ipomoea santae-rosae
Ipomoea santae-rosae là một loài thực vật có hoa trong họ Bìm bìm. Loài này được Standl. & Steyerm. mô tả khoa học đầu tiên năm 1944.